# Viorica Ioja
Viorica Ioja –nombre de casada, Viorica Vereș– (26 de febrero de 1962) es una deportista rumana que compitió en remo como timonel.
Participó en los Juegos Olímpicos de Los Ángeles 1984, obteniendo dos medallas, oro en cuatro con timonel y plata en ocho con timonel. Ganó tres medallas en el Campeonato Mundial de Remo entre los años 1983 y 1986.

## Palmarés internacional
| Juegos Olímpicos   | Juegos Olímpicos             | Juegos Olímpicos | Juegos Olímpicos   |
| Año                | Lugar                        | Medalla          | Prueba             |
| ------------------ | ---------------------------- | ---------------- | ------------------ |
| 1984               | Los Ángeles (Estados Unidos) | Medalla de oro   | Cuatro con timonel |
| 1984               | Los Ángeles (Estados Unidos) | Medalla de plata | Ocho con timonel   |
| Campeonato Mundial |                              |                  |                    |
| Año                | Lugar                        | Medalla          | Prueba             |
| 1983               | Duisburgo (RFA)              | Medalla de plata | Cuatro con timonel |
| 1985               | Malinas (Bélgica)            | Medalla de plata | Cuatro con timonel |
| 1986               | Nottingham (Reino Unido)     | Medalla de oro   | Cuatro con timonel |